# Luca Colombo
Luca Colombo, född den 26 december 1969 i Cantù, Italien, är en italiensk tävlingscyklist som tog OS-silver i lagtempoloppet vid olympiska sommarspelen 1992 i Barcelona. 